# گونتر بلوبل
گونتر بلوبل (زاده ۲۱ می ۱۹۳۶ - درگذشته ۱۸ فوریه ۲۰۱۸) زیست‌شناس آمریکایی-آلمانی بود. وی در سال ۱۹۹۹ به‌خاطر کشف اینکه پروتئینها سیگنال‌های ذاتی دارند و بر انتقال و محل استقرار آن‌ها کنترل می‌کنند، برنده جایزه نوبل فیزیولوژی و پزشکی شد.